# Graham Leader
Graham Leader (* 20. Jahrhundert) ist ein Filmproduzent.

## Karriere
Graham Leaders Karriere im Filmgeschäft begann im Jahr 1976 als Filmproduzent bei dem Dokumentarfilm Neues Land. Ebenfalls als Filmproduzent war er bei dem Film Federball aus dem Jahr 1993 tätig, in dem Lambert Wilson und Alan Bates in den Hauptrollen zu sehen waren. Bei der Oscarverleihung 2002 erhielt er mit Ross Katz und Todd Field eine Nominierung in der Kategorie Bester Film für seine Beteiligung an In the Bedroom. Der Film erhielt fünf weitere Nominierungen bei den Oscars.
Im Jahr 2008 erschien seine Produktion Childless, ein Filmdrama mit Barbara Hershey, Joe Mantegna und Natalie Dreyfuss. Leader gründete seine eigene Filmproduktionsfirma SeaLions Film im Jahr 2014, wobei er dann die Film Sins of a Father und Heartworn Highways Revisited produzierte.

## Filmografie
- 1976: Neues Land (Heartworn Highways, Dokumentarfilm)
- 1993: Federball (Shuttlecock)
- 2001: In the Bedroom
- 2008: Childless
- 2014: Sins of a Father
- 2015: Heartworn Highways Revisited (Dokumentarfilm)